# Mamadou Bamba Ndiaye (écrivain)
Pour les articles homonymes, voir Mamadou Bamba Ndiaye (journaliste), Mamadou N'Diaye, Bamba et Ndiaye.
Mamadou Bamba Ndiaye (ou Mouhamadou Bamba Ndiaye) est un homme politique et écrivain sénégalais, né à Dakar le 5 février 1957.

## Biographie
Né à Dakar en 1957, Mamadou Bamba Ndiaye milite très jeune dans les mouvements estudiantins et d'extrême-gauche sénégalais, et est l'un des fondateurs de la Ligue communiste des travailleurs (LCT, trotskiste, proche du courant animé en France par Pierre Lambert) en octobre 1976. 
Proche collaborateur de Mamadou Dia, ancien président du Conseil de Gouvernement du Sénégal et fondateur du Mouvement pour le socialisme et l'unité (MSU), il a été le dirigeant du MSU entre 1997 et 2001 et à ce titre un des principaux acteurs de l'alternance politique survenue au Sénégal  le 19 mars 2000. Il rompt avec Mamadou Dia en 2001 et anime un courant du MSU dénommé MSU/CAP 21, proche de la majorité présidentielle. 
Il crée le Mouvement populaire socialiste /SELAL en septembre 2006. Le 26 août 2020, le MPS/Selal fusionne avec le courant Suqali Sopi issu du PDS de l'ancien président Abdoulaye Wade. Ceci donne naissance au Parti des Libéraux et Démocrates/And Suqali présidé  par Oumar Sarr, ancien numéro 2 du PDS. Mamadou Bamba Ndiaye est Vice-Président et porte-parole du nouveau parti.
Élu député en 2001 et réélu en 2007, Mamadou Bamba Ndiaye a été également adjoint au maire de la Ville de Dakar de 2002 à 2009. Il est élu en 2009 Président de la Commission Défense et Sécurité de l'Assemblée nationale du Sénégal. Il exerce également les fonctions de Rapporteur du Comité exécutif de l'Union parlementaire Africaine (UPA). Il est l'un des animateurs de l'opposition au pouvoir du président Macky Sall de 2012 à 2019.
En décembre 2020, à la suite du Dialogue national et de l'entrée du PLD/And Suqali au gouvernement, Mamadou Bamba Ndiaye devient le président  du conseil d'administration de la Société des mines du Sénégal (Somisen Sa).

## Œuvres
- Baie talibée, recueil de poèmes[5], aux Éditions Lettres de renaissances (Paris, 2019)  (ISBN 9782369290254).
- Les deux hontes de Tondibi, roman[6], Editions L'harmattan, 2021
- Le Rire Bambamania, poésie[7], Editions L'harmattan, 2022